# Убийство Гая Юлия Цезаря

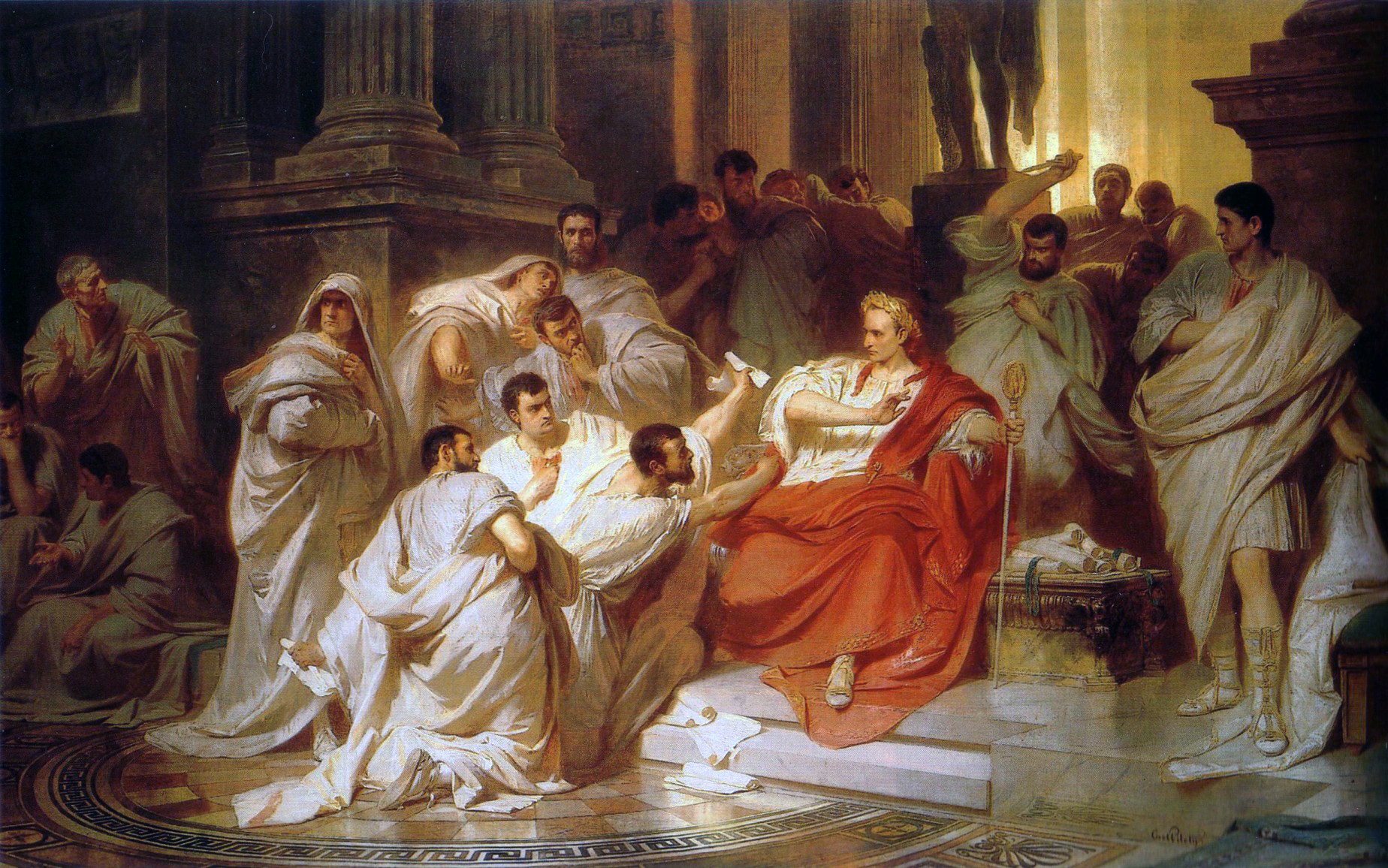
Карл Теодор фон Пилоти. «Убийство Цезаря». 1865. Музей земли Нижняя Саксония

Уби́йство Га́я Ю́лия Це́заря произошло 15 марта 44 года до н. э. в Риме. Выдающийся полководец Гай Юлий Цезарь в ходе гражданской войны 49—45 годов до н. э. разгромил своих политических врагов и установил единоличную власть над Римской державой. Группа сенаторов во главе с Гаем Кассием Лонгином и Марком Юнием Брутом организовала заговор, чтобы убить Цезаря и восстановить Республику. На заседании сената в иды марта заговорщики набросились на диктатора с кинжалами и нанесли ему 23 раны, от которых он умер на месте. Вопреки распространённому мнению, изложенному, в частности, Шекспиром в пьесе «Юлий Цезарь», это произошло не в Капитолии, а в курии Помпея, где в то время заседал сенат. После этого убийцы заняли Капитолий. Они не получили ожидаемой поддержки; в день похорон Цезаря народ окончательно встал на сторону его «партии», которую возглавлял Марк Антоний. Летом 44 года до н. э. заговорщики разъехались по провинциям. Постепенно разгорелась гражданская война, в которой они к концу 42 года до н. э. потерпели поражение и погибли один за другим.
Убийство Цезаря изображено во множестве произведений живописи и литературы. В 42 году до н. э. в память об убийстве Юлия Цезаря были отлиты золотые и серебряные монеты.

## Начало Истории
Римская республика в 50-е годы до н. э. переживала глубокий политический кризис, который позже перерос в гражданскую войну. Выборы магистратов сопровождались коррупционными скандалами и уличными столкновениями, сенат и народное собрание утратили былое значение. Выросла роль отдельных политиков и полководцев, вокруг которых возникали неформальные группировки. Самыми влиятельными людьми Республики в 50-е годы до н. э. были выдающиеся военачальники Гней Помпей Великий и Гай Юлий Цезарь. Первый из них находился в Риме, управляя испанскими провинциями через своих легатов; второй был наместником трёх провинций на севере и за восемь лет войны (58—50 годы до н. э.) завоевал огромную Косматую Галлию.
Долгое время Помпей и Цезарь были союзниками. Но в конце 50-х годов до н. э. Помпей сблизился с враждебной Гаю Юлию консервативной частью сената, которую возглавлял Марк Порций Катон. В первые дни 49 года до н. э. эта политическая группировка, получившая большинство в сенате, лишила Цезаря его полномочий, планируя потом предать его суду; в ответ Цезарь двинул армию на Рим. В том же году он вытеснил Помпея на Балканы и разгромил его испанских легатов при Илерде. В 48 году до н. э. Гай Юлий одержал победу при Фарсале в Греции, после чего Помпей бежал в Египет и был там убит. В 46 году Цезарь победил при Тапсе в Африке, а в 45 году — при Мунде в Испании. Таким образом, помпеянская «партия» была полностью разгромлена.
Многие видные сторонники Помпея погибли в этой войне: в частности, Катон покончил с собой в Утике в 46 году до н. э. Цезарь активно применял «политику милосердия», предоставляя побеждённым свободу или даже разрешая им вернуться в Рим (в историографии нет единого мнения о том, было ли это проявлением великодушия или трезвым расчётом). Многие из былых помпеянцев получили почётные должности и заняли видное место в окружении Гая Юлия.
Постепенно Цезарь сосредоточил в своих руках огромную власть. В конце 49 года до н. э. он на 11 дней получил полномочия диктатора (предположительно для организации очередных выборов), в 48, 46, 45 и 44 годах занимал должность консула, причём в 45 году — изначально без коллеги. Вернувшись в Рим после Тапса, Гай Юлий был назначен диктатором на 10 лет (вопреки традиции, для занятия должности не было никакого формального обоснования), а годом позже его диктатура впервые в истории стала пожизненной. Аппиан и Дион Кассий утверждают, что Цезарь получил ещё и консулат на 10 лет. В качестве «префекта нравов» Гай Юлий осуществлял полномочия цензора, редактируя списки сенаторов и всех граждан. Он обладал пожизненно властью народного трибуна, благодаря чему мог вносить законопроекты и накладывать вето. Кроме того, с 63 года до н. э. Цезарь был верховным понтификом, имея благодаря этому ещё и религиозную власть. Он фактически назначал магистратов, а те при вступлении в должность обязаны были давать клятву, что не будут ему противодействовать.
Огромным полномочиям соответствовали экстраординарные почести. По данным некоторых источников, Гай Юлий получил императорский преномен (исследователи оценивают достоверность этой информации по-разному). Его провозгласили «Освободителем» и «Отцом отечества» — третьим в истории Рима после Марка Фурия Камилла и Марка Туллия Цицерона. Диктатор получил право появляться на всех праздниках и жертвоприношениях в облачении триумфатора. Каждый год должны были праздноваться дни его побед, каждые пять лет должны были проходить молебствия о его здоровье. Месяц квинтилий, в который родился Цезарь, был переименован в его честь в июль.
Были предприняты первые шаги для обожествления Цезаря. Его статую и колесницу поставили в храме Юпитера Капитолийского, который оказался, таким образом, посвящённым и Юпитеру, и диктатору. Другие статуи Гая Юлия решено было поставить на ростральной трибуне, лицом к народу, и в храме Квирина (божества, отождествлявшегося с Ромулом); при этом посвятительная надпись на последней статуе гласила «Непобеждённому богу». Во время цирковых игр изображение Цезаря из золота и слоновой кости находилось среди изваяний богов. Была создана жреческая коллегия Юлиевых луперков, началось строительство храма Цезаря и его Милосердия, была создана специальная жреческая должность для отправления нового культа. Окончательное обожествление Цезаря произошло уже после его смерти.
Таким образом, Гай Юлий занял исключительное положение в республиканском Риме. Придавая своей власти легитимность за счёт ряда республиканских должностей, он стал единоличным правителем благодаря преданной ему армии и многочисленным сторонникам в разных слоях общества. Плебс любил диктатора благодаря устроенным им триумфам и роскошным играм, решению долгового вопроса, сокращению квартирной платы. Офицеры Цезаря и принявшие его сторону аристократы получали от него высокие должности и места в сенате. В 48—44 годах до н. э. произошло масштабное обновление римской элиты: около 100 нобилей-помпеянцев погибли в войне, число сенаторов выросло с 400 до 900. Места в сенате получили многие офицеры и даже солдаты Цезаря, всадники, представители муниципальной знати, верхушка населения Транспаданской Галлии, получившего от Гая Юлия полные гражданские права. В результате люди, лично преданные диктатору, составляли там большинство.

## Заговор и убийство

### Первые проявления недовольства
Не все римляне безоговорочно приветствовали переход от республики к диктатуре. Известно, что недовольство Цезарем существовало в среде плебса из-за запрета коллегий, сокращения числа получателей бесплатного хлеба и отказа Гая Юлия от полной кассации долгов. У многих вызывали отторжение чрезмерные почести, воздававшиеся диктатору. Одних это только смешило (например, часто говорили, что Цезарь носит лавровый венок триумфатора, чтобы скрыть лысину), других возмущало. Ходили слухи, что Гай Юлий намерен объявить себя царём. Доказательство правдивости таких слухов многие видели в событиях, связанных с луперкалиями 44 года до н. э.: во время праздника консул Марк Антоний трижды пытался возложить на диктатора царскую диадему, а тот эту почесть отверг, но, как показалось многим, с явной неохотой. После этого какой-то человек возложил на статую диктатора лавровый венок с белой перевязью, народные трибуны Цезетий Флав и Эпидий Марулл приказали этого человека арестовать, но Цезарь тут же лишил их должности. На ближайших выборах в знак протеста многие голосовали за избрание Марулла и Флава консулами.
Ходили также слухи, будто Гай Юлий хочет сделать наследником своей власти Цезариона — сына египетской царицы Клеопатры, которая тогда находилась в Риме. Многих возмущали произвольные назначения Цезарем магистратов (например, Гая Каниния Ребила он назначил консулом-суффектом на несколько последних дней или даже на несколько последних часов года), его надменность по отношению к сенату и к институту трибуната. В источниках приводится множество примеров, подтверждающих пренебрежительное отношение Цезаря к основам республиканского строя. В результате носителями оппозиционных настроений стали не только бывшие помпеянцы: многие соратники Цезаря по галльской и гражданской войнам тоже были им недовольны либо из-за слишком быстрого превращения республики в монархию, либо из-за слишком медленного развития своей карьеры.
Ещё в 46 году до н. э., по словам Марка Туллия Цицерона, Цезарь говорил, что на него готовится покушение. Светоний пишет, не уточняя, о «заговорах и ночных сборищах», участников которых диктатор не наказывал; достоверно не известно, что конкретно имеется в виду. Осенью 45 года до н. э., по данным Плутарха, имел место так называемый «заговор Требония»: Гай Требоний, старый соратник Цезаря, решил его убить на пути из Испании в Рим и рассказал о своём плане Марку Антонию, но не нашёл поддержки. Впрочем, некоторые исследователи сомневаются в правдивости этого сообщения.

### Формирование заговора

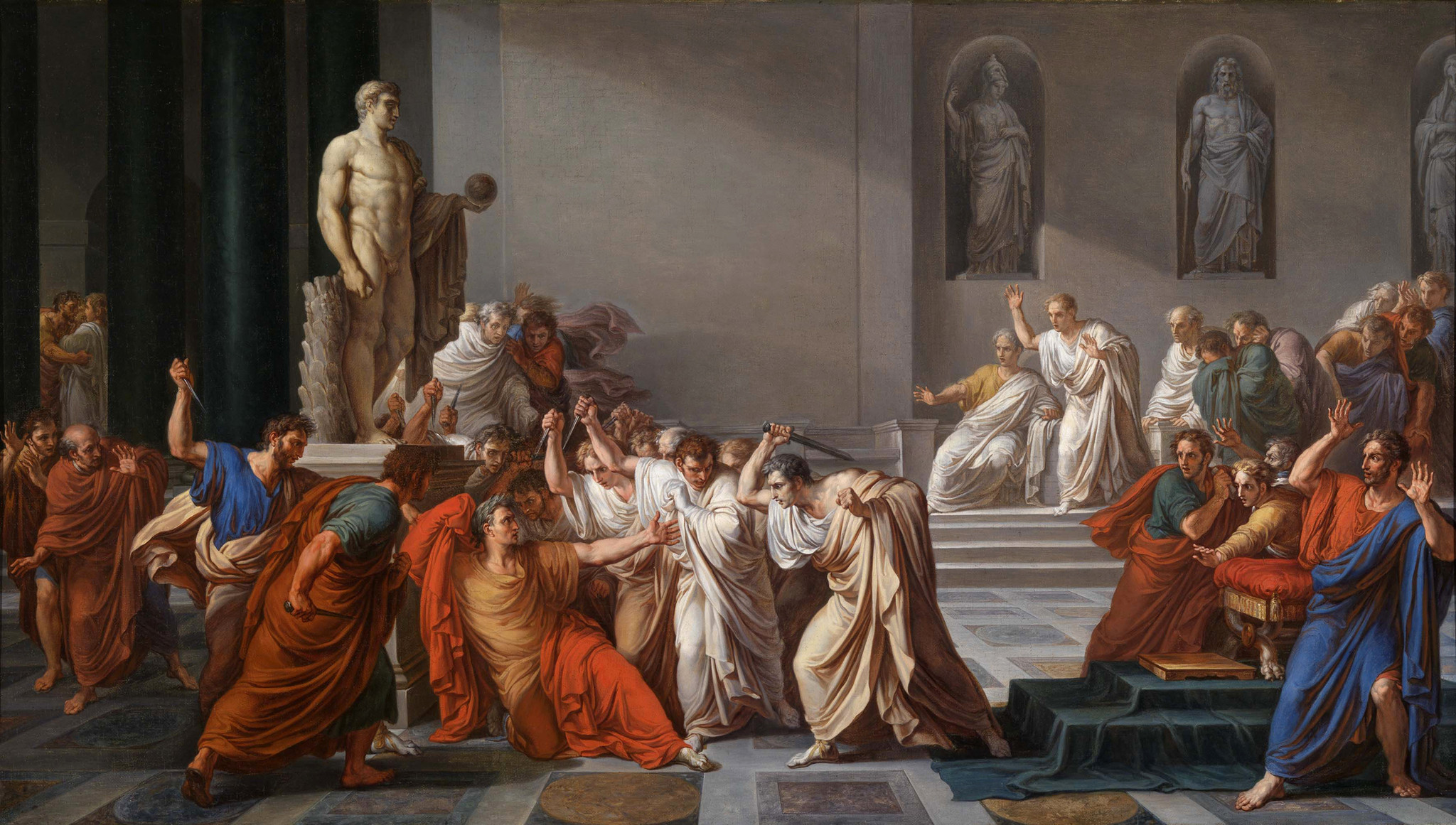
Смерть Цезаря (картина Винченцо Камуччини)

В источниках не сообщается, когда именно составили заговор будущие убийцы Цезаря. Предположительно они начали обсуждать физическое устранение диктатора в конце 45 года до н. э., а к подготовке приступили в январе или феврале 44 года до н. э., рассчитывая успеть до отбытия Гая Юлия на Восток, на войну с парфянами. Этот замысел объединил людей с очень разными взглядами и разным прошлым. По словам Николая Дамасского, то была «большая группа различных людей: влиятельных и незначительных, бывших друзей и прежних врагов, военных и гражданских чинов. Из них каждый руководился каким-нибудь своим соображением и под влиянием своих личных невзгод присоединялся к обвинениям, предъявленным другими». По данным Светония и Евтропия, заговорщиков было около 60; в убийстве диктатора наверняка участвовали не все, а некоторые объявили о своей причастности к заговору, уже когда всё произошло. По именам известны 20 человек. Семеро из них были раньше сторонниками Цезаря, восемь — сторонниками Помпея, а политическая позиция ещё пятерых остаётся неизвестной.
Одним из руководителей заговора стал Гай Кассий Лонгин. Это был офицер, участвовавший в парфянском походе Марка Лициния Красса и отразивший вторжение врага в Сирию (53—52 годы до н. э.).

### Убийство
Каждый из заговорщиков имел под тогой кинжал. Когда заседание открылось, один из них встал перед Цезарем и просил его о помиловании своего изгнанного брата. Другие заговорщики также приблизились к диктатору, как будто бы за тем, чтобы поддержать просьбу своим ходатайством. Каска первый напал на Цезаря, но только ранил его. «Негодяй! – вскричал Цезарь, схватив его за руку. – Что ты делаешь?» В эту минуту на него бросились с кинжалами прочие заговорщики. Цезарь думал было защищаться, но напрасно. Видя, что спасения нет, он закрыл голову тогой и, покрытый двадцатью тремя ранами, пал и умер у подножия статуи Помпея. Восклицание к Каске было последними словами Цезаря.